# Ястребье
Я́стребье, ранее также Я́астрова (эст. Jaastrova) — деревня в Печорском районе Псковской области России. Входит в состав сельского поселения «Круппская волость».
Относится к нулку Тсятски исторической области Сетумаа.

## География
Расположена на севере района, на побережье Ястребского озера (в 6 км от берега Псковского озера), в 9 км к северо-западу от волостного центра, деревни Крупп. В 2 км к западу от деревни проходит граница РФ с Эстонией (с урочищем Суурсоо).

## Население
Численность населения деревни по состоянию на конец 2000 года составляла 19 жителей.
| 2001 | 2002 | 2010 |
| ---- | ---- | ---- |
| 19   | ↗20  | ↘5   |